# Liane Daydé
Liane Daydé (Parigi, 27 febbraio 1932 – La Garenne-Colombes, 21 marzo 2022) è stata una ballerina e attrice francese, danseuse étoile del Balletto dell'Opéra di Parigi dal 1950 al 1959.

## Biografia
Fu ammessa alla scuola di danza dell'Opéra di Parigi nel 1941 all'età di nove anni e cinque anni più tardi entrò nel corps de ballet del Balletto dell'Opéra di Parigi. Nel 1952, appena diciannovenne, fu promossa al rango di danseuse étoile della compagnia. Nello stesso anno fece il suo esordio al Teatro dell'Opera di Roma danzando come Giselle accanto all'Albrecht di Guido Lauri nell'allestimento di Boris Georgievič Romanov.
Nei cinque anni successivi danzò molti dei maggiori ruoli femminili del repertorio, tra cui Odette e Odille ne Il lago dei cigni, Aurora ne La bella addormentata, Giulietta in Romeo e Giulietta e l'eponima protagonista in Giselle. Nel 1960 lasciò la compagnia parigina per unirsi al Grand Ballet du Marquis de Cuevas, dove conobbe il futuro marito Claude Giraud, che sposò nel 1961. L'anno successivo i due fondarono Le Grand Ballet Classique de France, con cui Daydé danzò fino al ritiro nel 1979. Alla carriera sulle scene affiancò sporadiche apparizioni cinematografiche.
Morì nel 2022 all'età di novant'anni.

## Filmografia parziale
- Les Malheurs de Sophie, regia di Jacqueline Audry (1946)
- Mayerling, regia di Terence Young (1968)